# AO-27
Shiryaev AO-27突击步枪（俄语：Ширяева АО-27）由1961年被苏联设计师D. I. Shiryaev创作。使用OPS箭形子弹。

## 历史
在五十年代末六十年代初，苏联设计师德沃里亚尼诺夫和希里亚耶夫正在研究次口径箭形弹药。 1961年，D. I. Shiryaev为这种弹药制造了实验性突击步枪AO-27。AO-27是实验性“武器- 箭形子弹弹药筒”综合体的一个部分。该综合体于1960年开始在NII-61开发。在此时，他们已经完成了多项研究，都在提高AK-47突击步枪从不稳定位置射击的有效性。结果发现，解决这个问题最可接受的方法是减少后坐力。为了保持甚至增加直射射程，必须减小口径。

## 特色
AO-27 自动系统采用气动操作，通过枪管壁侧面的开口排出火药气体。所用的枪管是标准 7.62 毫米口径枪管毛坯，其中有标准轮廓的膛线，但更浅。子弹的旋转促使引导子弹沿枪管前进的托板的各个部分明显分离。此外，当空气动力学稳定的子弹旋转时，作用于其上的力的偏心率会被平均化，从而减少射击范围的扩散。螺栓是旋转的，具有两个锁定突起。